# Garka
Garka – struga w województwie lubelskim, lewy dopływ Uherki. Ma długość 20,03 km.

## Przebieg
Początek strugi stanowi źródło w miejscowości Krzywowola w gminie Rejowiec Fabryczny. Płynie ona na wschód. Po kilku zakolach w miejscowości Zyngierówka przyjmuje nienazwany dopływ z lewej strony. Następnie wpływa do niewielkiego lasu, a dalej w miejscowości Niemirów wpływają do niej dwa prawobrzeżne dopływy. W tym miejscu też skręca na północny wschód, a po przyjęciu drugiego z dopływów na północny. Kilkaset metrów dalej w Henrysinie przyjmuje z lewej strony dwa rowy melioracyjne, zmieniając przy tym kierunek z powrotem na północno-wschodni. Dalej w Stołpiu przepływa pod drogą krajową nr 12. W Nowosiółkach-Kolonii przy prawym brzegu strugi znajduje się źródło, a ok. 250 m dalej wpływa do niej kolejny nienazwany ciek. Tutaj też skręca delikatnie na wschód. W Ochoży-Kolonii przepływa pod drogą wojewódzką nr 841, a dalej w Stawie zasila sztuczny zbiornik wodny. W Horodyszczu przepływa pod drogą wojewódzką nr 812, a 2 km dalej uchodzi do Uherki.

## Flora
W górnym i środkowym biegu koryto rzeki jest porośnięte przez pałkę. W dolnym biegu występuje bogata roślinność podwodna. Tam też struga jest uregulowana.

## Fauna
W Garce stwierdzono 11 gatunków ryb. Wśród nich dominowały: okoń, płoć i koza.